# Mâcon
 "Macon" omdirigeres hertil. For anden betydning, se Macon (Georgia).
Mâcon er en mindre fransk provinsby. Den er hovedsæde i departementet Saône-et-Loire.